# 葉京
葉京（?—?），字垂孫，唐朝建安人。
生卒年不詳。善作詞賦，曾經游太梁，經常參加官家的宴會，因之與宦官相識。當時士子對宦官十分忌恨，只要跟宦官沾一點邊，就會被唾棄。咸通二年，登進士第，為太常博士。與同年騎馬同行，在大街上遇到熟識的宦官，沒下馬，僅在馬上打招呼。因此招來謗議喧然。從此官運不佳，終身沒有得到升遷。